# Андрес Палоп
Андрес Палоп (ісп. Andrés Palop, нар. 22 жовтня 1973, Л'Алкудія, Іспанія) — колишній іспанський футболіст, воротар. Відомий виступами за «Севілью», в якій провів вісім сезонів.
Дворазовий чемпіон Іспанії. Дворазовий володар Кубка Іспанії з футболу. Дворазовий володар Суперкубка Іспанії з футболу. Триразовий володар Кубка УЄФА. Дворазовий володар Суперкубка УЄФА. У складі збірної — чемпіон Європи.

## Клубна кар'єра
Народився 22 жовтня 1973 року в Л'Алкудії, одному з муніципалітетів Валенсії. Вихованець футбольної школи однойменного клубу.
У дорослому футболі дебютував 1995 року виступами за команду клубу «Валенсія Б», в якій провів два сезони, взявши участь у 68 матчах чемпіонату.
Своєю грою за цю команду привернув увагу представників тренерського штабу клубу «Вільярреал», до складу якого приєднався 1997 року. Відіграв за вілярреальський клуб наступні два сезони своєї ігрової кар'єри. Більшість часу, проведеного у складі «Вільярреала», був основним голкіпером команди.
У 1999 році уклав контракт з клубом «Валенсія», у складі якого провів наступні шість років своєї кар'єри гравця. За цей час двічі виборював титул чемпіона Іспанії, ставав володарем Кубка УЄФА, володарем Суперкубка УЄФА.
До складу клубу «Севілья» приєднався 2005 року. Протягом наступних 8 сезонів відіграв за клуб з однойменного міста понад 200 матчів в національному чемпіонаті. За цей час додав до переліку своїх трофеїв два титули володаря Кубка Іспанії з футболу, ставав володарем Суперкубка Іспанії з футболу, Кубка УЄФА (двічі) та Суперкубка УЄФА.
Влітку 2013 року Палоп, якому на той час майже виповнилося 40 років, уклав однорічний контракт з німецьким клубом «Баєр 04», вперше в ігровій кар'єрі ставши гравцем-легіонером. Втім, за «фармацевтів» Андрес так і не дебютував, не зумівши витіснити зі складу 21-річного Бернда Лено, який повністю відіграв усі матчі сезону 2013/14 у чемпіонаті, кубку та Лізі Чемпіонів.
Після завершення контракту з «Баєром» оголосив про завершення футбольної кар'єри.

## Тренерська кар'єра
19 лютого 2015 року став головним тренером «Алькояно» із Сегунди Б, третього за силою дивізіону Іспанії. За результатами сезону 2015-16 клуб посів шосте місце у чемпіонаті, а з екс-гравцем «Севільї» не продовжили контракт.
27 вересня 2018 року інший клуб з Сегунди Б, «Ібіца», представив Палопа як головного тренера. 26 лютого 2019 року тренера було звільнено.

## Міжнародна кар'єра
Отримав дебютний виклик до лав збірної Іспанії у 2008 році на товариські матчі проти збірних Перу та США, проте на поле не виходив. Того ж року потрапив до заявки національної збірної на чемпіонат Європи 2008 року як третій воротар (після Касільяса та Рейни). Жодної офіційної гри у складі збірної не провів.

## Титули і досягнення
- Чемпіон Іспанії (2):

«Валенсія»: 2001-02, 2003-04
- Володар Кубка Іспанії з футболу (2):

«Севілья»: 2006-07, 2009-10
- Володар Суперкубка Іспанії з футболу (2):

«Валенсія»: 1999
«Севілья»: 2007
- Володар Кубка УЄФА (3):

«Валенсія»: 2003-04
«Севілья»: 2005-06, 2006-07
- Володар Суперкубка УЄФА (2):

«Валенсія»: 2004
«Севілья»: 2006
- Чемпіон Європи (1):

Іспанія: 2008

## Цікаві факти
- 15 березня 2007 року Палоп забив гол у додатковий час матчу Кубку УЄФА 2006-07 проти донецького «Шахтаря», врятувавши команду від поразки у матчі та вильоту з 1/8 турніру[9]. Пізніше «Севілья» дійшла до фіналу, де перемогла «Еспаньйол» та вдруге поспіль стала володарем Кубку УЄФА.
- У 2019 році Андрес дав інтерв'ю телепрограмі «Великий футбол», у якому розповів, що отримував пропозицію очолити львівські «Карпати» від Олега Смалійчука, який у період з 2017 по 2019 роки займав посаду віце-президента клубу[10].